# Mastodia mexicana
Mastodia mexicana är en lavart som först beskrevs av Jacob Georg Agardh, och fick sitt nu gällande namn av C.W. Dodge 1948. Mastodia mexicana ingår i släktet Mastodia och familjen Mastodiaceae.   Inga underarter finns listade i Catalogue of Life.